# 弥永和子
弥永 和子（やなが かずこ、1947年4月14日 - 2014年11月1日）は、日本の女優、声優。81プロデュースに所属していた。福岡県出身。

## 生涯
福岡県立浮羽高等学校（現:福岡県立浮羽究真館高等学校）卒業。1963年の第11期東映ニューフェイスに合格し、東映へ入社。同期には堀田真三・島ひろ子がいる。その後、文学座第10期研究生を経て、中川事務所、同人舎プロダクション、エヌ・エー・シー、賢プロダクション、江崎プロダクション、81プロデュースに所属していた。
2014年11月1日、敗血症のため死去。67歳没。

## 人物
力強く誇り高い美女役を演じることが多かった。
洋画吹き替えではシガニー・ウィーバーやジェイミー・リー・カーティス、スーザン・サランドンを多く担当していた。
夫は声優の大塚芳忠。『特捜刑事マイアミ・バイス』、『フルハウス』、映画『ジュラシック・パーク』、『ジャッキー・ブラウン』には夫婦で声の出演をしている。
趣味・特技はゴルフ、車。

## 後任
弥永の死後、持ち役を引き継いだ人物は以下の通り。
| 後任       | 役名                         | 概要作品                         | 後任の初担当作品                                          |
| ---------- | ---------------------------- | -------------------------------- | --------------------------------------------------------- |
| 幸田直子   | ビッキー・ラーソン           | 『フルハウス』                   | 『フラーハウス』                                          |
| 長尾歩     | ローラ・フィッシャー         | 『評決』（TBS版）                | WOWOW放映時の追加部分                                     |
| 一城みゆ希 | マヤ・ルイス                 | 『スキャンダル 託された秘密』    | シーズン4第9話                                            |
| 深見梨加   | バーバラ・サビッチ           | 『推定無罪』（テレビ朝日版）     | WOWOW放映時の追加部分                                     |
| 高島雅羅   | グレイス・オーガスティン博士 | 「アバターシリーズ」             | 『アバター:ウェイ・オブ・ウォーター』                     |
| 木村香央里 | メリー・エリソン             | 『荒鷲の要塞』（日本テレビ新版） | ムービープラス放映時の追加部分                            |
| 井上喜久子 | エリー・サトラー             | 『ジュラシック・パーク』         | 『ジュラシック・ワールド/新たなる支配者』（劇場公開版）   |
| 山像かおり | エリー・サトラー             | 『ジュラシック・パーク』         | 『ジュラシック・ワールド/新たなる支配者』（ザ・シネマ版） |
| 寺門真希   | チョウピン                   | 『龍拳』（フジテレビ版）         | BS松竹東急追加収録部分                                    |
| 宮島依里   | ホリー                       | 『ダイ・ハード』（テレビ朝日版） | スターチャンネル放映時の追加部分                          |

## 出演

### テレビドラマ
- 新選組血風録 第3話「昏い炎」（1965年） - おはな 役
- 銭形平次
  - 第7話「濡れた千両箱」（1966年） - お通 役
  - 第100話「隠密有情」（1968年） - お咲 役
- 大奥（1968年）
- 帰って来た用心棒 第27話「都に来た娘」（1969年） - おうめ 役
- 旅がらす事件帖 第14話「子の舞 獅子舞 剣の舞」（1981年）
- 右門捕物帖
  - 第6話「八丁堀ララバイ」（1982年）
  - 第18話「老盗、木枯し源次」（1983年）
- 太陽にほえろ!
  - 第567話「純情よ、どこへゆく」（1983年） - バーのママ 役
  - 第596話「戦士よ翔べ!」（1984年） - 江田夫人 役
  - 第620話「素晴らしき人生」（1984年） - 緑ヶ丘病院看護婦 役
- 月曜ワイド劇場「母の誤算 1千万円プラスX…裏口不正入学に賭けた女」（1984年）
- ニュードキュメンタリードラマ昭和 松本清張事件にせまる 第5回「帝銀事件と731部隊」（1984年）
- 特捜最前線 第399話「少女・ある愛を探す旅」（1985年）
- 機動刑事ジバン（1989年） - マッドガルボの声
- 地球戦隊ファイブマン（1990年） - 放浪剣士クイーンキラーの声
- 不思議少女ナイルなトトメス（1991年） - ラップで包まれたナイルの悪魔の声

### 映画
- 忍者狩り（1964年） - 芙美 役
- 日本侠客伝 浪花編（1965年）
- 忍法忠臣蔵（1965年） - お杉 役
- 蝶々雄二の夫婦善哉（1965年） - 女 役
- 関東果し状（1965年）
- 女犯破戒（1966年） - 掛茶屋の女 役
- 残酷・異常・虐待物語 元禄女系図（1969年）
- 劇場版 機動刑事ジバン（1989年） - マッドガルボの声
- WiLD ZERO（2000年） - 山崎の声

### 舞台
- 動機
- 表裏源内蛙合戦
- 珍訳聖書
- マリリンモンロー

### 吹き替え

#### 担当女優
アン・アーチャー
- 今そこにある危機（キャシー・ミュラー・ライアン）※ソフト版
- エメラルド大作戦（ホルブルック）
- カナディアン・エクスプレス（キャロル・ハニカット）※テレビ朝日版
- パトリオット・ゲーム（キャシー・ミュラー・ライアン）※ソフト版・テレビ朝日版
- パラダイス・アレイ（アニー）

アンジェリカ・ヒューストン
- セックス・クラブ（アイダ・マンシーニ）
- 50/50 フィフティ・フィフティ（ダイアン）
- ブラッド・ワーク（ボニー・フォックス医師）※ソフト版

ジェイミー・リー・カーティス
- ヴァイラス（ケリー・"キット"・フォスター）※日本テレビ版
- ハロウィン レザレクション（ローリー・ストロード）
- フォーエヴァー・ヤング 時を超えた告白（クレア・クーパー）※ソフト版
- マイ・ガール（シェリー・デヴォート）※ソフト版
- マイ・ガール2（シェリー・サルテンファス）※ソフト版

シガニー・ウィーバー
- 愛は霧のかなたに（ダイアン・フォッシー）※テレビ朝日版
- アバター（グレイス・オーガスティン博士）
- 宇宙人ポール（ビッグ・ガイ）
- エイリアン2（エレン・リプリー）※テレビ朝日1993年版
- キャビン（監督）
- ゴーストバスターズ2（ディナ・バレット）※機内上映版
- コピーキャット（ヘレン・ハドソン）※テレビ東京版
- デーヴ（エレン・ミッチェル）
- ハートブレイカー（マックス・コナーズ）
- バッドトリップ! 消えたNO.1セールスマンと史上最悪の代理出張（メイシー・ヴァンダーヘイ）
- ベイビーママ（チャフィー・ビックネル）
- マップ・オブ・ザ・ワールド（アリス・グッドウィン）
- ワーキング・ガール（キャサリン・パーカー）※テレビ朝日版

シャーロット・ランプリング
- ザ・プライバシー（ディアドラ・スタイルズ）
- デブラ・ウィンガーを探して（本人）
- バビロンA.D.（ノーライト派教主）
- 評決（ローラ・フィッシャー）
- わたしを離さないで（エミリー校長先生）

スーザン・サランドン
- 運命の絆（マーガレット・シンガー）
- 華麗なるヒコーキ野郎（メアリー・ベス）※TBS版
- ザ・クライアント 依頼人（レジー・ラブ）※テレビ朝日版
- さよならゲーム（アニー・サヴォイ）※JAL機内上映版
- Shall We Dance?（ビヴァリー・クラーク）※ソフト版
- NOEL ノエル（ローズ・コリンズ）
- ハンガー（サラ・ロバーツ）
- ブロークン・ハイウェイ（シャーロット・エメリー）

バーブラ・ストライサンド
- サウス・キャロライナ/愛と追憶の彼方（スーザン・ローウェンスティン）
- 追憶（ケイティ・モロスキー）
- マンハッタン・ラプソディ（ローズ・モーガン）

フェイ・ダナウェイ
- アルビノ・アリゲーター（ジャネット）
- 裏切り者（キティ・オルチン）
- ギャンブル/愛と復讐の賭け（マチルダ伯爵夫人）
- 派遣秘書（シャーリーン・タウン）

ボニー・ベデリア
- 推定無罪（バーバラ・サビッチ）※テレビ朝日版
- ダイ・ハード（ホリー・ジェナロ）※テレビ朝日版
- ダイ・ハード2（ホリー・マクレーン）※テレビ朝日版

マーゴット・キダー
- 暗闇にベルが鳴る（バーバラ）※フジテレビ版
- スーパーマンII（ロイス・レイン）※TBS版
- スーパーマンIV/最強の敵（ロイス・レイン）
- バトルクロス/戦慄の処刑指令（ミッキー）※テレビ東京版

メリル・ストリープ
- アントブリー（女王アリ）
- ダウト〜あるカトリック学校で〜（シスター・アロイシアス）
- マイ・ルーム（リー）

#### 映画
- アーネスト、監獄に行く!（英語版）（シャーロット・スパロー）
- 愛という名の疑惑（ヘザー・エヴァンズ〈キム・ベイシンガー〉）
- アウトランド（キャロル・オニール〈キカ・マーカム〉）
- 青い体験（ルチアナ〈ティナ・オーモン〉）
- アガサ 愛の失踪事件
- 悪魔の墓場（エドナ〈クリスチーヌ・ガルボ〉）
- 足ながおじさん（ジュリー・アンドレ〈レスリー・キャロン〉）※テレビ東京版
- 明日に向って撃て!（アグネス〈クロリス・リーチマン〉）※フジテレビ版
- アナライズ・ユー（パティ・ロプレスティ〈キャシー・モリアーティ〉）
- 姉のいた夏、いない夏。（ゲイル〈ブライス・ダナー〉）
- 荒鷲の要塞（メリー〈メアリー・ユーア〉）※日本テレビ新録版
- ある貴婦人の肖像（マダム・マール〈バーバラ・ハーシー〉）
- イースト/ウエスト 遙かなる祖国（英語版）（ガブリエル・ドヴレ〈カトリーヌ・ドヌーヴ〉）
- イグニッション（ドイツ語版）（フェイス・マティス〈レナ・オリン〉）
- 一枚のめぐり逢い（エリー・グリーン〈ブライス・ダナー〉）
- イナゴの日（フェイ・グリーナー〈カレン・ブラック〉）
- イヤー・オブ・ザ・ドラゴン（コニー・ホワイト）
- インクハート/魔法の声（エリノア・ロレダン〈ヘレン・ミレン〉）
- ヴァンパイア・イン・ブルックリン ※フジテレビ版
- ウィロビー・チェイスのおおかみ（レティシア・スライカープ〈ステファニー・ビーチャム〉）
- ウディ・アレンのバナナ（ナンシー〈ルイーズ・ラサー〉）
- ウルフ（シャーロット・ランダル〈ケイト・ネリガン〉）※テレビ朝日版
- エアポート'77/バミューダからの脱出（イブ・クレイトン〈ブレンダ・ヴァッカロ〉）※テレビ朝日版
- エイジ・オブ・イノセンス/汚れなき情事（エレン・オレンスカ〈ミシェル・ファイファー〉）
- エマニエル夫人（アリアーヌ）※テレビ東京版
- エル・ドラド（モーディ）※テレビ東京版
- Oh! 大迷惑?!（英語版）（オードリー・アルドリッチ〈ウェンディ・クルーソン〉）
- 狼男アメリカン（アレックス・プライス〈ジェニー・アガター〉）
- 狼の挽歌（ヴァネッサ〈ジル・アイアランド〉）※TBS版
- 狼よさらば 地獄のリベンジャー（オリヴィア・リージェント〈レスリー＝アン・ダウン〉）
- オデッサ・ファイル（ギゼル）※テレビ朝日版
- 怨霊の森（英語版）（トラヴァース校長〈パトリシア・クラークソン〉）
- ガバリン（サンディ・シンクレア〈ケイ・レンツ〉）
- 華麗なるギャツビー（マートル・ウィルソン〈カレン・ブラック〉）※TBS版
- キャスパー（キャリガン〈キャシー・モリアーティ〉）※VHS版
- キャノンボール2（マーシー〈キャサリン・バック〉）
- 恐怖と戦慄の美女（英語版）（アン・リチャーズ）
- キング・ソロモンの秘宝2/幻の黄金都市を求めて（ニレプタ）※フジテレビ版
- キンダガートン・コップ（フィーブ・オハラ刑事〈パメラ・リード〉）※ソフト版
- グッドマン・イン・アフリカ（シリア・アデクンリ〈ジョアンヌ・ウォーリー〉）
- クリープショー2/怨霊（アニー・ランシング〈ロイス・チャイルズ〉）
- グリニッチ・ビレッジの青春（サラ・ロス〈エレン・グリーン〉）
- クロコダイル・ダンディー2（スー・チャールトン〈リンダ・コズラウスキー〉）※ソフト版
- 刑事ジョー ママにお手あげ（グウェン・ハーパー〈ジョベス・ウィリアムズ〉）※ソフト版
- GOAL!（キャロル・ハーミソン〈フランシス・バーバー〉）
- GOAL!2（キャロル・ハーミソン〈フランシス・バーバー〉）
- ゴールド・ディガーズ/伝説の秘宝を追え!（英語版）（ケイト・イーストン〈ポリー・ドレイパー〉）
- 荒野の1ドル銀貨（ジュディ・オハラ）※TBS版
- 荒野の用心棒（マリソル〈マリアンネ・コッホ〉）※テレビ朝日1979版
- 地上より永遠に（ロリーン〈ドナ・リード〉）※DVD版
- 心の旅（サラ・ターナー〈アネット・ベニング〉）※ソフト版
- 心の扉（ルース・マシューズ〈キャスリーン・ターナー〉）
- ゴッドファーザー PART II（ディアナ・コルレオーネ〈マリアンナ・ヒル〉）※日本テレビ版
- ゴリラ（モニーク[20]）※TBS版
- サーカス天国（ジェシー〈アイリーン・ブレナン〉）
- ザ・カー（ローレン）※テレビ朝日版
- ザ・ガン 運命の銃弾（英語版）（グロリア）
- ザ・シークレット・サービス（リリー・レインズ〈レネ・ルッソ〉）※ソフト版
- ザ・フラッシュシリーズ（クリスティーナ・“ティナ”・マクギー〈アマンダ・ペイズ〉）※VHS版
  - ザ・フラッシュ
  - ザ・フラッシュ2
  - ザ・フラッシュ3
- サラエボの花（エスマ〈ミリャナ・カラノヴィッチ〉）
- さらば友よ（カトリーヌ）※フジテレビ版
- 3人のエンジェル（キャロル・アン〈ストッカード・チャニング〉）
- シーウルフ（クロムウェル夫人〈バーバラ・ケラーマン〉）※テレビ東京版
- しあわせの隠れ場所（スー夫人〈キャシー・ベイツ〉）
- JFK（リズ・ギャリソン〈シシー・スペイセク〉）※テレビ朝日版
- 死海殺人事件（ナディーヌ・ボイントン〈キャリー・フィッシャー〉）
- シカゴ（メアリー・サンシャイン〈クリスティーン・バランスキー〉）
- ジャッカル（ヴァレンティナ・コスロヴァ少佐〈ダイアン・ヴェノーラ〉）※日本テレビ版
- ジャッキー・ブラウン（ジャッキー・ブラウン〈パム・グリア〉）
- シャレード（ドミニク〈クリスティーヌ・ボワッソン〉）
- ジュマンジ（ノラ・シェパード〈ビビ・ニューワース〉）※フジテレビ版
- ジュラシック・パーク（エリー・サトラー博士〈ローラ・ダーン〉）
- ジョーズ（エレン・ブロディ〈ロレイン・ゲイリー〉）※TBS版
- 上流社会（リズ〈セレステ・ホルム〉）※TBS版
- 新・猿の惑星（ステファニー・ブラントン博士〈ナタリー・トランディ（英語版）〉[21]）
- 真実の瞬間（ドロシー・ノーラン〈パトリシア・ウェティグ〉）
- スーパー・マグナム（キャサリン・デイビス弁護士〈デボラ・ラフィン〉）※テレビ朝日版
- スウィッチ/素敵な彼女?（マーゴ・ストーン〈ジョベス・ウィリアムズ〉）
- スタートレックIII ミスター・スポックを探せ!（サーヴィック大尉〈ロビン・カーティス〉）※日本テレビ版
- 砂と霧の家（ナディ〈ショーレ・アグダシュルー〉）
- スニーカーズ（リズ〈メアリー・マクドネル〉）※ソフト版
- スペースインベーダー（リンダ・マグナッソン〈カレン・ブラック〉）
- スペースボール（ジルコン司令官〈レスリー・ビーヴィス〉）
- ゼイリブ（ホリー・トンプソン〈メグ・フォスター〉）
- セブンスフロア（ヴィヴィアン・ミルズ）
- 続・ある愛の詩（マーシー・ボンウィッツ〈キャンディス・バーゲン〉）
- 続・恐竜の島（チャーリー〈サラ・ダグラス〉）※日本テレビ版
- ダーク・アベンジャー/暗闇からの復讐者（ターニャ・ラッセル）
- ダーティハリー（ノーマ〈リン・エジングトン）
- ダーティハリー5（サマンサ・ウォーカー〈パトリシア・クラークソン〉）
- 大混乱（ケイト・クレイグ〈アネット・ベニング〉）
- タイタス（タモラ〈ジェシカ・ラング〉）
- タイトロープ（ベリル・ティビドー〈ジュヌヴィエーヴ・ビュジョルド〉）※テレビ朝日版
- 大洋のかなたに（ニック・ツィン〈ティナ・チェン〉）
- タッカー（ヴェラ・タッカー〈ジョアン・アレン〉）※日本テレビ版（4Kレストア版DVD、BDに収録）
- 脱出（看護師〈キャシー・リックマン〉）※テレビ朝日版
- 007シリーズ
  - 007は二度死ぬ（ヘルガ・ブラント〈カリン・ドール〉）※TBS版
  - 女王陛下の007（ナンシー〈キャサリン・シェル〉）※TBS版
  - 007/私を愛したスパイ（アニヤ・アマソワ少佐〈バーバラ・バック〉）※TBS新録版
- ダメージ（イングリッド・フレミング〈ミランダ・リチャードソン〉）※ソフト版
- 超常殺人者2（ベティ〈キャスリーン・ヌーン〉）
- 沈黙のジェラシー（マーサ・ベアリング〈ジェシカ・ラング〉）
- ツイ・ハークのゴーストホーム/13日の金曜日の妻たちへ（林未亡人〈ディニー・イップ（中国語版）〉）
- ティモシーの小さな奇跡（バーニス・クラドスタッフ〈ダイアン・ウィースト〉）
- デブラ・ウィンガーを探して（ジェーン・フォンダ）
- テレマークの要塞（アンナ・ペデルセン〈ウーラ・ヤコブソン〉）※テレビ朝日版、（ジークリット）※フジテレビ版
- トータル・リコール（メリーナ〈レイチェル・ティコティン〉）※テレビ朝日版
- 遠い国（ロンダ・キャッスル〈ルース・ローマン〉）※ソフト版
- 遠い空の向こうに（ライリー先生〈ローラ・ダーン〉）
- ドクター・ジャガバンドー（英語版）（ルース・アレン〈リリー・トムリン〉）
- ドライビング Miss デイジー（フローリン・ワサン〈パティ・ルポーン〉）※VHS版
- ドランクモンキー 酔拳（飛鴻の叔母〈リンダ・リン・イン〉）※テレビ東京版
- どんな時も（英語版）（メグ・ベスーン〈キャシー・ベイツ〉）
- ナインハーフ（モリー〈マーガレット・ホイットン〉）
- ナバロンの嵐（マリツァ〈バーバラ・バック〉）※テレビ朝日版
- ナバロンの要塞（マリア・パパディモス〈イレーネ・パパス〉）※TBS版
- 2001人の狂宴（グラニー・ブーン〈リン・シェイ〉）
- 2010年（ターニャ・カーバック船長〈ヘレン・ミレン〉）※テレビ朝日版
- ニック・オブ・タイム（エレノア・グラント州知事〈マーシャ・メイソン〉）※ソフト版
- 女人、四十。（中国語版）（メイ）
- ネバーエンディング・ストーリー 第2章（ザイーダ〈クラリッサ・バート〉）※ソフト版
- ノース・ダラス40（シャーロット）
- バードケージ（キャサリン・アーチャー〈クリスティーン・バランスキー〉）※フジテレビ版
- ハード・チェック（ジェニー・ベル〈メアリー・マクドネル〉）
- ハードネス（シャロン〈シャノン・トゥイード〉）※VHS版
- ハートブレイク・リッジ 勝利の戦場（アギー〈マーシャ・メイソン〉）※テレビ朝日版
- バイオ・エイリアン/新種誕生（レイチェル・カーソン〈グウィニス・ウォルシュ〉）
- 背徳の囁き（エイミー・ウォーレス〈ローリー・メトカーフ〉）
- バトルトラック（英語版）（シャーリーン）
- パニック・イン・スタジアム（ジャネット〈ジーナ・ローランズ〉）※テレビ朝日版、（スーザン・ラムゼイ）※日本テレビ版
- パララックス・ビュー（リー・カーター〈ポーラ・プレンティス〉）
- ハリー・ポッターとアズカバンの囚人（マダム・ロスメルタ〈ジュリー・クリスティ〉）
- ハロウィン（アニー・ブラケット）
- ハンター（ドディー〈キャスリン・ハロルド〉）※フジテレビ版
- 必殺ビッグガン/最後の標的（フランス語版）（クレール〈カトリーヌ・ドヌーヴ〉）※テレビ朝日版
- ファースト・キッド/僕のパパは大統領（英語版）（リンダ・ダヴェンポート〈リサ・アイクホーン〉）
- ファイアーウォール（ダーシー・ハミルトン〈ジャネット・ガン〉）
- 普通じゃない（オライリー〈ホリー・ハンター〉）※ソフト版
- フューリー
- フラッシュ・ゴードン（カーラ将軍）※テレビ朝日版
- フラッシュダンス（マーゴ）
- フランケンシュタイン/娘の復讐（英語版）（タニア・フランケンシュタイン）
- フランティック（サンドラ・ウォーカー〈ベティ・バックリー〉）※TBS版
- ブルースカイ（カーリー・マーシャル〈ジェシカ・ラング〉）
- ブルベイカー（リリアン・グレイ〈ジェーン・アレクサンダー〉）
- ペーパーチェイス（アシュリー・ブルックス）
- ペインテッド・デザート タフ劇場版（サリ・ハタノ〈ノブ・マッカーシー〉）
- ヘキサゴン（マージョリー・ウォーデン〈サンディ・デニス〉）※VHS版
- ベルサイユのばら（ジャンヌ）
- ヘルプ 〜心がつなぐストーリー〜（ミセス・ウォルターズ〈シシー・スペイセク〉）
- ヘル・レイザー（ジュリア・コットン〈クレア・ヒギンズ〉）
- ペンタグラム/悪魔の烙印（シスター・マルガリータ）※テレビ朝日版
- ボーイズ'ン・ザ・フッド（リーヴァ・スタイルズ〈アンジェラ・バセット〉）
- ポエトリー、セックス（バーバラ・ブラック）
- 誇り高き戦場（アナベル・ライス〈キャスリン・ヘイズ〉）※TBS新録版
- 炎のエクスタミネーター/非情の黙示録（メレン）
- ポリスアカデミー（デビー・キャラハン〈レスリー・イースターブルック〉）
- ホワイト・ファング（ベリンダ・ケイシー〈スーザン・ホーガン〉）※ソフト版
- マイネーム・イズ・ハーン（ラジア・ハーン）
- マイ・フレンド・フォーエバー（リンダ〈アナベラ・シオラ〉）※ソフト版、（ゲイル〈ダイアナ・スカーウィッド〉）※フジテレビ版
- マシンガン・パニック/笑う警官（モニカ〈ジョアンナ・キャシディ〉）
- マッキーとマック（英語版）（アンジー〈グウィニス・ウォルシュ〉）
- ミスター・アーサー（リンダ・マローラ〈ライザ・ミネリ〉）
- ミッドナイト・スナイパー/死体なき殺人（ジェネヴァ・ミラー〈レスリー＝アン・ダウン〉）※テレビ東京版
- ミッドナイト・ラン（ゲイル〈ウェンディ・フィリップス〉）※テレビ朝日版
- ムーンライト&ヴァレンチノ（アルバータ・ラッセル〈キャスリーン・ターナー〉）
- 女神が家にやってきた（ケイト・サンダーソン〈ジーン・スマート〉）
- メジャーリーグ（レイチェル・フェルプス〈マーガレット・ホイットン〉）※日本テレビ版
- メッセンジャー・オブ・デス（ジョセフィン）
- 盲目ガンマン（英語版）（マルガリータ）
- 燃えよデブゴン4 ピックポケット!（英語版）（リン〈ディニー・イップ〉）
- 目撃（グロリア・ラッセル〈ジュディ・デイヴィス〉）※ソフト版
- ゆかいな天使/トラブるモンキー（エイミー〈ミミ・ロジャース〉）
- 雪だるま超特急（スー・バクスター〈ナンシー・オルソン〉）
- 許されざる者（ストロベリー・アリス〈フランシス・フィッシャー〉）※テレビ朝日版
- ラビリンス/魔王の迷宮（サラの義母）※フジテレビ版
- ラブリー・オールドメン（アリエル・トゥルーアクス〈アン＝マーグレット〉）
- リオ・ロボ（マリア・カルメン）※フジテレビ版
- リトル・インディアン（ドリス・マカイヴァー〈ヴェラ・マイルズ〉）
- 理由（ローリー・アームストロング〈ケイト・キャプショー〉）※テレビ東京版
- リリィ（マド・マルソー〈ニコール・ガルシア〉）
- 隣人（プリシラ・パーカー〈メアリー・エリザベス・マストラントニオ〉）※ソフト版
- ローズ（メアリー・ローズ・フォスター〈ベット・ミドラー〉）
- ロサンゼルス（ジェリ・ニコルズ〈ジル・アイアランド〉）※テレビ朝日版
- ロシア・ハウス（カーチャ・オルロワ〈ミシェル・ファイファー〉）
- ロスト・イン・スペース（モリーン・ロビンソン博士〈ミミ・ロジャース〉）※日本テレビ版
- ワイルド・ギース（エミール・ジャンダース）
- ワイルドシングス（サンドラ・ヴァン・ライアン〈テレサ・ラッセル〉）※ソフト版

#### ドラマ
- 愛・限りなく～ダウン症とたたかう母と子の愛（エイミー〈エイミー・ヴァン・ノストランド〉）
- アヴァロンの霧（イグレイン〈キャロライン・グッドール〉）
- 悪魔の異形（英語版） #1（メアリー・ウィンター）
- アナザー・ライフ〜天国からの3日間〜 シーズン1 #4（デイナ・ハンコック / アン・ラザーフォード〈ステファニー・ジンバリスト〉）
- アメリカン・ヒーロー（アリシア〈シモーネ・グリフェス〉、サマンサ〈サンドラ・カーンズ〉、ドティ〈クリスティン・ベルフォード〉）
- アリー my Love（ウィッパー・コーン〈ダイアン・キャノン〉）
- アルフ（ロンダ）
- ER緊急救命室シーズン10 #9（マーガレット）
- インディ・ジョーンズ/若き日の大冒険（シルビア）
- 奥さまは首相 〜ミセス・プリチャードの挑戦〜（英語版）（ビバリー・クラーク〈シボーン・フィネラン〉）
- 俺がハマーだ!
  - シーズン1 #22（ジル・テイラー〈メアリー・ウォロノフ〉）
  - シーズン2 #16（ティナ・クラントン）
- 女刑事キャグニー&レイシー（メリー・ベス・レイシー〈タイン・デイリー〉）
- 女のエアポート（リサ〈コニー・セレッカ〉）
- 女弁護士ロージー・オニール（英語版）（ロージー・オニール〈シャロン・グレス〉）
- がんばれ!ベアーズ シーズン1 #6（ディルマン）
- 騎馬警官 シーズン1 #5（タミー・マークルス）
- 救命医ハンク セレブ診療ファイル（エイミー・ヒル〈サマンサ・マシス〉）
- クリスマス・マジック プレゼントはお天気マシーン（英語版）（サンタクロース夫人）
- 刑事コロンボシリーズ
  - 刑事コロンボ 死者の身代金（レスリー・ウィリアムズ〈リー・グラント〉）※完全版追加収録部分
  - 刑事コロンボ 忘れられたスター（レフコウィッツ巡査部長〈フランシーヌ・ヨーク〉）
  - 刑事コロンボ 殺しの序曲（スージー〈キャスリーン・キング〉）
  - 新・刑事コロンボ かみさんよ、安らかに（ヴィヴィアン・ドミートリー〈ヘレン・シェイヴァー〉）
  - 新・刑事コロンボ 死者のギャンブル（ドロレス・マケイン〈タイン・デイリー〉）
  - 新・刑事コロンボ 死を呼ぶジグソー（ドロシア・マクナリー〈タイン・デイリー〉）
- 刑事スタスキー&ハッチ シーズン1 #10（シンディ）
- こちらブルームーン探偵社
  - シーズン2 #11（モリー・ルイス）
  - シーズン4 #11（ローレン・バクスター〈クリスティン・ローズ〉）
- 昏睡病棟 -COMA-（アグネッタ・リンキスト〈ジーナ・デイヴィス〉）
- 最後の皇帝・溥儀（溥儀の母）
- ザ・ハンガー シーズン1 #16（夫人〈アン・ターケル〉）
- CSI:マイアミ（アレックス・ウッズ〈カンディ・アレキサンダー〉）
- ジェシカおばさんの事件簿「愛犬が犯人なんて・富豪の娘事故死の真相は？」（アビー〈リン・レッドグレーブ〉）
- 主任警部モース（アデル・セシル〈ジュディ・ロエ〉）
- 私立探偵マグナム
  - シーズン1 #5（マンディ）
  - シーズン2 #17（JL）
- 新アウターリミッツ シーズン1 #19（キャリー・エマーソン）、#21（レスリー・マッケナ医師）
- スカーレット/続・風と共に去りぬ（サリー・ブルートン〈ジーン・スマート〉）
- ステート・ウイズイン 〜テロリストの幻影〜（英語版）（リン・ワーナー〈シャロン・グレス〉）
- スパイ大作戦（シナモン・カーター〈バーバラ・ベイン〉）※追加収録部分
- スペース1999（マヤ〈カトリーヌ・シェル）
- SOAP ソープ（英語版）（ユーニス・テイト〈ジェニファー・ソルト）
- ダイナスティ（クリストル・キャリントン〈リンダ・エヴァンス〉）
- 太陽を抱いた月（大妃ユン氏〈キム・ヨンエ〉）
- 地上最強の美女たち!チャーリーズ・エンジェル
  - シーズン2 #13（メアリー・アン・ウェッブ）、#19（グリネルダ）
  - シーズン3 #20（ドナ・ロシター〈オードリー・ランダース〉）
- 地上最強の美女バイオニック・ジェミー シーズン2 #4、#5、#6（ケイティ〈ジャニス・ウィットビー〉）
- 超音速攻撃ヘリ エアーウルフ
  - シーズン1 #5（メリル）
  - シーズン3 #5（インゲ・ヤネック）
- 特捜刑事マイアミ・バイス（ジーナ・カルブレス刑事〈サンドラ・サンティアゴ〉）
- 特捜警部アイシャイド（キャロル・ライト刑事〈スザンヌ・レデラー〉）
- ドクタークイン 大西部の女医物語（グレース〈ジョネル・アレン〉）
- Dr.刑事クインシー シーズン3 #19（アンジー・ウィルソン）
- 特別狙撃隊S.W.A.T. シーズン1 #5（キャロル・リッチー）、#10（ミス・ニュー・メキシコ〈ファラ・フォーセット〉）
- 特攻野郎Aチーム
  - シーズン3 #3（アニー・サンダース）
  - シーズン4 #5（デヴォン・ペイジ）
- ナイトライダー（アン・ターケル）
  - シーズン2 #8、#17（エイドリアン・マーゴ〈吹き替え版名：アンジェラ / アンドリエンヌ〉）
  - シーズン3 #19（ビアンカ・モーガン）
- 爆発!デューク（デイジー・デューク〈キャサリン・バック〉）
- 遥かなる大地（ケイト・アダムソン〈リンダ・エバンス〉）
- ふたりは最高!ダーマ&グレッグ シーズン5 #5・13（ティーンジー・マンハート）
- プライベート・プラクティス3 #21（エレン〈トレイシー・エリス・ロス〉）
- フリッパー シーズン1 #10（アリソン・ヴァン・ライアン〈ロイス・チャイルズ〉）
- フルハウス（ビッキー・ラーソン〈ゲイル・エドワーズ〉）
- ベガス（ビートリス・トラビス〈フィリス・デイヴィス〉）
- 弁護士シャノン（英語版）（ルーシィ・アコスタ〈エリザベス・ペナ〉）
- マックス・ヘッドルーム（未来テレビ局 ネットワーク23）（シオラ・ジョーンズ〈アマンダ・ペイズ〉）
- 名探偵ポワロ ※NHK版
  - ABC殺人事件（ソーラ）
  - 黄色いアイリス（ローラ）
  - 杉の柩（ホプキンズ）
  - 鳩のなかの猫（バルストロード）
- モンスターズ シーズン1 #20（サラ・マクファーソン）
- ヤングライダーズ シーズン1 #17（メリールー〈メグ・フォスター〉）
- 600万ドルの男 シーズン4 #6（ケイティ〈ジャニス・ウィットビー〉）

#### アニメ
- X-メン（デスストライク）
- ボブとはたらくブーブーズ　クリスマス・トゥ・リメンバー（市長）

#### 人形劇
- 地球防衛軍テラホークス（メアリー・ファルコナー大尉）

#### その他
- ゴルフィングアイランド（ジャン・スティーブンソン）

### テレビアニメ
1974年
- キューティーハニー（コーラル、クロコダイル、グレート、ドリル）

1975年
- ガンバの冒険（潮路〈2代目〉、ユリー）

1976年
- ブロッカー軍団IVマシーンブラスター（ヘルクイーン、ヘルサンドラ）
- ろぼっ子ビートン（ママ〈初代〉）

1977年
- あしたへアタック!（京子）
- 元祖天才バカボン
- とびだせ!マシーン飛竜（イカリーヌ）
- ポールのミラクル大作戦（マリア）
- ヤッターマン（ハルセン）
- 若草のシャルロット（ミレーユ）

1978年
- 家なき子
- 新・エースをねらえ!（緑川蘭子）
- 超電磁マシーン ボルテスV（かおり）
- 闘将ダイモス（1978年 - 1979年、ライザ）
- 無敵鋼人ダイターン3（ゼノイア）
- ルパン三世 (TV第2シリーズ)（1978年 - 1979年）
- 若草のシャルロット（ミレーヌ）

1979年
- SF西遊記スタージンガー（サバダ）
- 円卓の騎士物語 燃えろアーサー（1979年 - 1980年、メデッサ）
- 科学忍者隊ガッチャマンII（チニータ）
- 科学忍者隊ガッチャマンF（マリアデス女王）
- 科学冒険隊タンサー5（王妃リリス）
- 銀河鉄道999（1979年 - 1981年、エミリア、レラン、秘密捜査官、アリババ）

1980年
- 釣りキチ三平（由美）
- ニルスのふしぎな旅（スノーホワイト）
- 燃えろアーサー 白馬の王子（メデッサ）
- ベルサイユのばら

1981年
- 怪物くん（第2作）
- 新竹取物語 1000年女王（永久管理人）
- 鉄腕アトム (アニメ第2作)（ミーニャ、スフィンクス）
- ブレーメン4 地獄の中の天使たち（ロンド）
- 名犬ジョリィ
- ヤットデタマン（カルメン）

1982年
- 魔境伝説アクロバンチ（シーラ）
- わが青春のアルカディア 無限軌道SSX（光の声）

1983年
- 銀河疾風サスライガー（シャロン）
- さすがの猿飛（夏子〈初代〉）
- スペースコブラ
- 装甲騎兵ボトムズ（1983年 - 1984年、フィアナ / ファンタム・レディ）
- 超時空世紀オーガス（マリアン）

1984年
- ルパン三世 PARTIII（1984年 - 1985年）

1985年
- 名探偵ホームズ（ベリソン夫人）

1986年
- ワンダービートS（ミス・ケイト）

1987年
- ゲゲゲの鬼太郎（第3作）（1986年 - 1987年、骨女〈2代目〉、白粉婆）

1988年
- 小公子セディ（コールデット夫人）
- ハロー!レディリン（ジャンヌ・モンゴメリ）

1990年
- 美味しんぼ（宮本武子）
- 昆虫物語 みなしごハッチ（ベニ）

1994年
- 幽☆遊☆白書（黒呼）

1997年
- 吸血姫美夕（大島夫人）

1998年
- 彼氏彼女の事情（有馬詠子）
- 名探偵コナン（1998年 - 2007年、矢代和枝、狩谷伴子、茂野孝美）

1999年
- 神風怪盗ジャンヌ（マリアンヌ）
- ポケットモンスター（1999年 - 2000年、カネヨ）

2000年
- ゾイド -ZOIDS-（女店主）

2001年
- 犬夜叉（肉づきの面）
- サラリーマン金太郎（青葉実和子）
- Z.O.E Dolores, i（ミリンダ・ガーゴイル）
- とっとこハム太郎（先生の母）
- FF：U 〜ファイナルファンタジー:アンリミテッド〜（リサの母）

2003年
- 明日のナージャ（イルマ）
- クロノクルセイド（マインドイーター）

2004年
- MONSTER（偽マルゴット）
- わがまま☆フェアリー ミルモでポン! わんだほう（ティーチャ）

2008年
- スケアクロウマン（エリザベス）

2011年
- GOSICK -ゴシック-（婦人、かかし）

### 劇場アニメ
- パンダコパンダ 雨ふりサーカスの巻（1973年、ナナ[28]）
- エースをねらえ!（1979年、緑川蘭子）
- クラッシャージョウ（1983年、ノーマ）
- 冒険者たち ガンバと7匹のなかま（1984年、シオジ）
- アルスラーン戦記（1991年 - 1992年、タハミーネ） - 2作品

### OVA
1985年
- 装甲騎兵ボトムズ ザ・ラストレッドショルダー（フィアナ）
- バビ・ストック I 果てしなき標的（ルース・ミラー）
- 吸血鬼ハンターD（蛇女）

1986年
- ガルフォース ETERNAL STORY（親衛隊長）
- 装甲騎兵ボトムズ ビッグバトル（フィアナ）
- ドリームハンター麗夢II 聖美神学園の妖夢（小津登季子）
- バビ・ストック II ザ・リベンジ・オブ アイズマン 愛の鼓動の彼方に（ルース・ミラー）

1987年
- 傷追い人（ペギー）

1988年
- 宇宙の戦士（マリア・リコ）

1990年
- 冒険!イクサー3（ビグロ）

1992年
- 世界の光 親鸞聖人（ナレーション）

1994年
- 装甲騎兵ボトムズ 赫奕たる異端（フィアナ）

1996年
- 親鸞聖人と王舎城の悲劇（韋提希）

1999年
- ハーロック・サーガ ニーベルングの指環（ミーメ）

2002年
- ジャングルはいつもハレのちグゥ デラックス（ダマ）

2003年
- ジャングルはいつもハレのちグゥ FINAL（ダマ）

2006年
- トップをねらえ2!（女医、長老C）

2009年
- TO（タチアナ）

### ゲーム
1998年
- 装甲騎兵ボトムズ ウド・クメン編（フィアナ）
- クライシスビート（ジュリア・ジェファーソン）

2000年
- サンライズ英雄譚R（フィアナ）
- ブレイブサーガ2（フィアナ）

2001年
- サンライズ英雄譚2（フィアナ）
- ハリー・ポッターと賢者の石（ミネルバ・マクゴナガル先生）

2002年
- ハリー・ポッターと秘密の部屋（ミネルバ・マクゴナガル先生）

2003年
- SUNRISE WORLD WAR Fromサンライズ英雄譚（フィアナ）
- 第2次スーパーロボット大戦α（ライザ）

2004年
- 007 エブリシング オア ナッシング（M）PlayStation 2版、ニンテンドー ゲームキューブ版
- ハリー・ポッターとアズカバンの囚人（ミネルバ・マクゴナガル先生）

2006年
- サンライズ英雄譚3（フィアナ）

2007年
- 装甲騎兵ボトムズ（フィアナ）

2008年
- スーパーロボット大戦A PORTABLE（ライザ）

2010年
- ニード・フォー・スピード ホット・パースート

2011年
- 第2次スーパーロボット大戦Z 破界篇 / 再世篇（2011年 - 2012年、フィアナ / ファンタム・レディ） - 2作品

2013年
- コール オブ デューティ ゴースト

### ドラマCD
- アルスラーン戦記7 王都奪還（タハミーネ）※カセット
- 聖獣伝承ダークエンジェル（1995年、ティアマト）

### ナレーション
- 装甲騎兵ボトムズ The Unknown Chirico’s Story